# Marián Zeman
Marián Zeman (7. července 1974 Bratislava), uváděný i jako Marian Zeman, je bývalý slovenský reprezentační fotbalový obránce. V současnosti působí v zastupitelstvu bratislavské městské části Vajnory.

## Fotbalová kariéra
Začínal ve Vajnorech, od žákovských kategorií nastupoval za bratislavský Slovan, v jehož dresu také debutoval v nejvyšší československé soutěži. V posledním ročníku československé ligy si připsal 16 startů, aniž by skóroval. Nejvyšší soutěž hrál také na Slovensku (Slovan 1993–1995: 45 startů / 4 branky, 2 mistrovské tituly), v Turecku (İstanbulspor 1995–1997: 56 / 2), Nizozemsku (Vitesse 1997–2003: 61 / 1), Švýcarsku (Grasshoppers 1999/00: 13 / 1), Řecku (PAOK 2001/02: 4 / 0) a Portugalsku (Beira-Mar 2003/04: 24 / 2).
Na začátku sezony 2005/06 se vrátil do Vajnor, kvůli přetrvávajícím problémům s páteří byl však nucen aktivní činnosti zanechat. Začal se věnovat trénování.

### Reprezentace
Zdroj:
Ve slovenské reprezentaci debutoval 16. srpna 1994 v Bratislavě proti Maltě (nerozhodně 1:1), první branku vstřelil Švédsku ve svém 11. startu 9. května 1996 v Helsingborgu (prohra 1:2, v tomto zápase si vstřelil i vlastní gól). Svou druhou (poslední) reprezentační branku vstřelil 22. září 1996 v Bratislavě v kvalifikačním utkání s Maltou (výhra 6:0). Naposled oblékl reprezentační dres 11. června 2003 v Middlesbrough v kvalifikačním utkání proti Anglii (prohra 1:2).

### Evropské poháry
Zdroj:
Odehrál celkem 13 utkání v evropských pohárech. Za Slovan nastoupil 3. listopadu 1992 v Miláně v zápase Ligy mistrů proti domácímu AC (prohra 0:4), dalších 5 startů přidal v Poháru UEFA (1993/94: 2 / 0, 1994/95: 3 / 0). Za nizozemský klub Vitesse Arnhem si připsal 7 startů v Poháru UEFA (1998/99: 1 / 0, 2000/01: 1 / 0, 2002/03: 5 / 0).

## Trenérská kariéra
V letech 2007–2009 byl asistentem ve Slovanu, poté vedl Vajnory.

## Ligová bilance
| Ročník                                   | Zápasy | Góly | Klub                |
| ---------------------------------------- | ------ | ---- | ------------------- |
| 1. československá fotbalová liga 1992/93 | 16     | 0    | Slovan Bratislava   |
| 1. slovenská fotbalová liga 1993/94      | 18     | 2    | Slovan Bratislava   |
| 1. slovenská fotbalová liga 1994/95      | 27     | 2    | Slovan Bratislava   |
| Süper Lig 1995/96                        | 26     | 1    | İstanbulspor        |
| Süper Lig 1996/97                        | 30     | 1    | İstanbulspor        |
| Eredivisie 1997/98                       | 20     | 0    | Vitesse Arnhem      |
| Eredivisie 1998/99                       | 13     | 0    | Vitesse Arnhem      |
| Nationalliga A 1999/00                   | 13     | 1    | Grasshoppers Curych |
| Eredivisie 2000/01                       | 13     | 0    | Vitesse Arnhem      |
| Řecká Superliga 2001/02                  | 4      | 0    | PAOK Soluň          |
| Eredivisie 2002/03                       | 15     | 1    | Vitesse Arnhem      |
| Primeira Liga 2003/04                    | 24     | 2    | Beira-Mar           |
| CELKEM 1. LIGA                           | 219    | 10   |                     |